# Val San Nicolò
Val San Nicolò este o arie protejată (arie specială de conservare — SAC, sit de importanță comunitară — SCI) din Italia întinsă pe o suprafață de 715 ha, integral pe uscat.

## Localizare
Centrul sitului Val San Nicolò este situat la coordonatele 46°25′14″N 11°47′18″E / 46.420556°N 11.788333°E.

## Înființare
Situl Val San Nicolò a fost declarat sit de importanță comunitară în iunie 1995 pentru a proteja 1 specie de plante și 20 de specii de animale. Situl a fost protejat și ca arie specială de conservare în martie 2014.

## Biodiversitate
Situată în ecoregiunea alpină, aria protejată conține 16 habitate naturale: Tufărișuri cu Pinus mugo și Rhododendron hirsutum (Mugo-Rhododendretum hirsuti), Pajiști alpine și subalpine calcaroase, Grohotișuri silicioase de la nivelul montan până la nivelul zăpezii (Androsacetalia alpinae și Galeopsietalia ladani), Pajiști boreale și alpine pe substrat silicios, Pajiști alpine și boreale, Liziere de ierburi înalte hidrofile de câmpie și de nivel montan până la alpin, Mlaștini alcaline, Păduri alpine de Larix decidua și/sau Pinus cembra, Grohotișuri calcaroase și de șisturi calcaroase de la nivelul montan până la nivelul alpin (Thlaspietea rotundifolii), Râuri de munte și vegetația erbacee de pe malurile acestora, Pante stâncoase silicioase cu vegetație casmofită, Pajiști cu Molinia pe soluri calcaroase, turboase sau argilos-nămoloase (Molinion caeruleae), Păduri acidofile de Picea de la nivel montan la nivel alpin (Vaccinio-Piceetea), Fânețe montane, Pante stâncoase calcaroase cu vegetație casmofită, Formațiuni ierboase bogate în specii de Nardus, dezvoltate pe substraturi silicioase în zone montane (și în zone submontane, în Europa continentală).
La baza desemnării sitului se află mai multe specii protejate:
- plante (1): papucul doamnei (Cypripedium calceolus)
- păsări (18): uliu porumbar (Accipiter gentilis), uliu păsărar (Accipiter nisus), minunița (Aegolius funereus), fâsă de pădure (Anthus trivialis), acvilă de munte (Aquila chrysaetos), cocoșul de mesteacăn (Bonasa bonasia), ciocănitoare neagră (Dryocopus martius), ciuvică (Glaucidium passerinum), Lagopus muta helvetica, Lyrurus tetrix tetrix, cinghiță alpină (Montifringilla nivalis), alunar (Nucifraga caryocatactes), pietrar sur (Oenanthe oenanthe), ciocănitoare de munte (Picoides tridactylus), ciocănitoare verzuie (Picus canus), silvie-mică (Sylvia curruca),  cocoș de munte (Tetrao urogallus), fluturașul de stâncă (Tichodroma muraria)
- mamifere (1): lupul (Canis lupus)
- pești (1): Salmo marmoratus

Pe lângă speciile protejate, pe teritoriul sitului au mai fost identificate 49 de specii de plante, 1 specie de amfibieni, 14 specii de mamifere, 1 specie de pești, 2 specii de reptile.